# 131.ª Divisão de Infantaria (Alemanha)
A 131ª Divisão de Infantaria (em alemão:131. Infanterie-Division) foi uma unidade militar que serviu no Exército alemão durante a Segunda Guerra Mundial.

## Comandantes
| Comandante                                    | Data                                           |
| --------------------------------------------- | ---------------------------------------------- |
| General der Artillerie Heinrich Meyer-Bürdorf | 1 de outubro de 1940 - 10 de janeiro de 1944   |
| Generalleutnant Friedrich Weber               | 10 de janeiro de 1944 - 28 de outubro de 1944  |
| Generalmajor der Reserve Werner Schulze       | 28 de outubro de 1944 - ? de fevereiro de 1944 |

## Oficiais de operações
| Major Fritz Merker                     | 5 de outubro de 1940 - 18 de dezembro de 1941         |
| Oberstleutnant Günther von Steinsdorff | 18 de dezembro de 1941 - 30 de junho de 1944          |
| Major Nette                            | 30 de junho de 1944 - 1 de fevereiro de 1945          |
| Major Bärwinkel                        | 1 de fevereiro de 1945 - final de abril de 1945 (MIA) |

## Área de operações
| Alemanha                       | outubro de 1940 - junho de 1941     |
| Frente Oriental, setor central | junho de 1941 - julho de 1943       |
| Frente Oriental, setor sul     | julho de 1943 - setembro de 1943    |
| Frente Oriental, setor central | setembro de 1943 - janeiro de 1945  |
| Prússia Oriental               | janeiro de 1945 - fevereiro de 1945 |